# Bonifatius-Kirche (Arle)

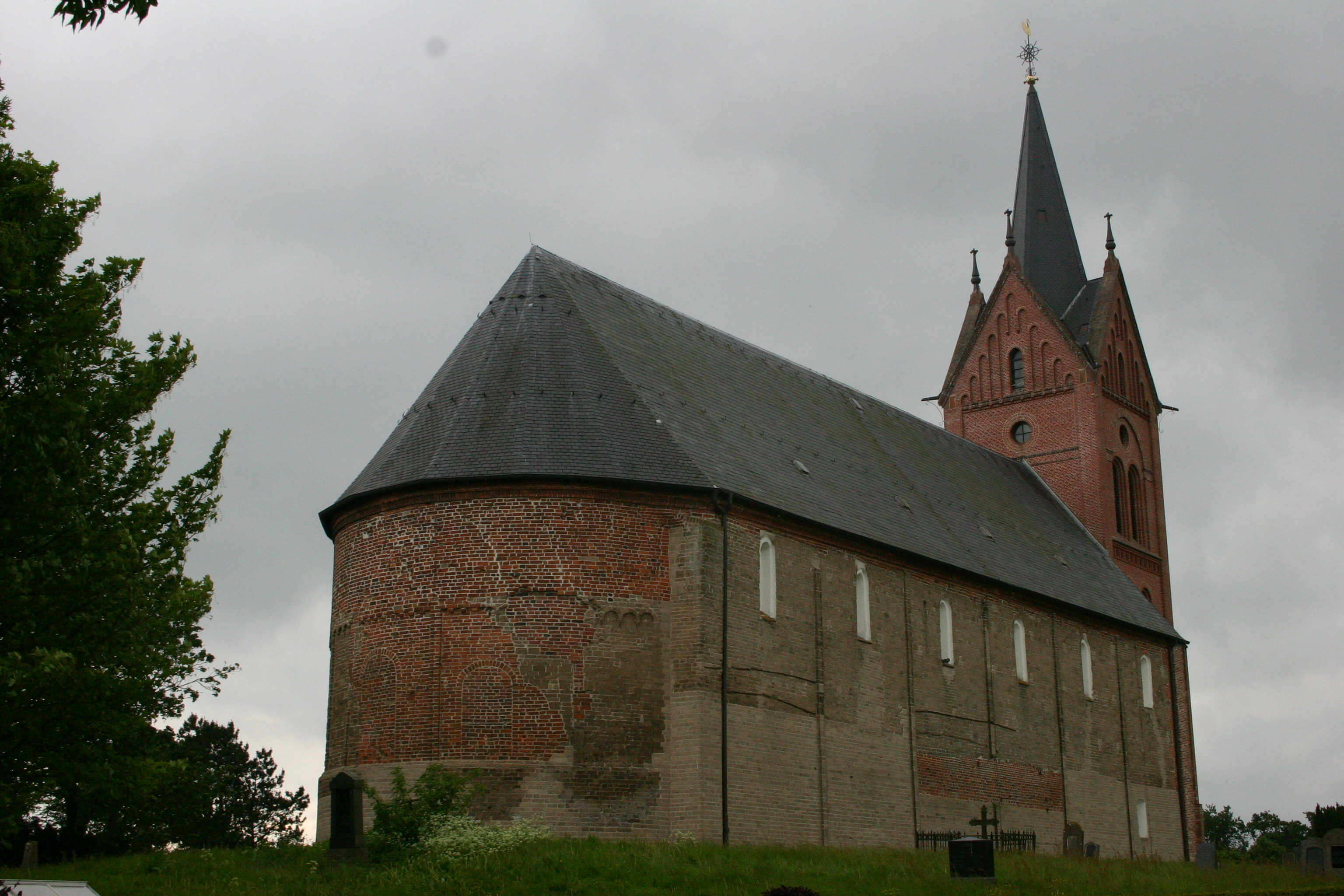
Bonifatius-Kirche

Die evangelisch-lutherische Bonifatius-Kirche steht im ostfriesischen Arle in der Gemeinde Großheide auf einer Warft.

## Geschichte
In einer Urkunde aus der Zeit zwischen 1106 und 1116 wurde die Kirche erstmals erwähnt. Es existiert nur noch eine Abschrift aus den 1930er-Jahren, in der die Arler Kirche erwähnt wird und durch den Dompropst Werner dem Domkapitel in Bremen zugeschrieben wird. Aufgrund von Baufälligkeit oder durch mehr Platzbedarf wurde die alte Holzkirche Anfang des 13. Jahrhunderts abgerissen. Für den Bau der neuen Kirche wurde die Warft auf eine Höhe von 8,50 m über NN erweitert und ein 7,50 m tiefes Fundament aus Granitquadern gesetzt. Das einschiffige Kirchengebäude selbst wurde aus Tuffstein errichtet (an der Nordseite noch großflächig erhalten) und hatte die Maße von 45,30 m Länge, 12,80 m Breite und 9,50 m Höhe.
Gegen 1400 wurde ein Bogendurchgang eingefügt, um den Altarraum vom Kirchenschiff zu trennen. Zudem wurden in den seitlichen Bögen Altäre errichtet. In romanischer Zeit sind an den Wänden kleine, hochsitzende Fenster entstanden. Große spätgotische Fenster wurden im 15. Jahrhundert in der Südwand der Kirche eingefügt, um die Lichtverhältnisse zu verbessern.
Die Kirche verlor 1532 durch Soldaten des Herzogs von Geldern, die in Esens lagerten, ihr Bleidach. Das Kuppelgewölbe des Altarraumes wurde 1778 abgebrochen um durch eine Flachdecke ersetzt zu werden; damit wurde Platz für eine Orgel geschaffen. Nach Entfernung der Apsiswölbung im Jahr 1798 wurde die Mauerkrone der Kirche erhöht und die Balkendecke komplett nach Osten durchgezogen, somit erhielt der Innenraum einen klassizistischen Charakter. Für die Orgel am Westgiebel wurde 1896 in der Kirche eine Empore eingezogen. Wertvolle Malereien gingen durch diesen Umbau verloren.

## Der Glockenturm
Mit dem Bau der Kirche stand der ebenfalls aus Tuffstein erbaute Glockenturm 30 Meter südlich der Kirche. Dieser ursprüngliche Glockenturm wurde jedoch, nachdem er sehr schnell baufällig wurde, abgerissen und durch einen neuen am Westgiebel ersetzt. Dieser neue, aus gebrannten Ziegelsteinen gebaute Glockenturm diente auch als Zuflucht vor Naturgewalten und Kriegen, nachdem er auf vier Meter dicken Fundamenten errichtet wurde. Ein zwölfjähriges Kind wurde in den Fundamenten des Turmes beigesetzt. Man glaubte, dies mache den Turm uneinnehmbar. Trotzdem wurde der Turm im September 1430 durch sich befehdende ostfriesische Häuptlinge zerstört.
Im 15. Jahrhundert erhielt die Kirche ihren dritten Glockenturm. Deutlich kleiner als der zweite stand er an der Südseite der Kirche. Dieser Turm hatte vier Schallöffnungen, trug jedoch immer nur drei Glocken. Bedingt durch die schlechten Fundamente war dieser Glockenturm jedoch bereits im Jahr 1770 baufällig. Trotz Reparatur wurde dann 1854 das Läuten eingestellt und der Turm wurde 1858 abgebrochen.
1887 wurde der vierte und vorläufig letzte Glockenturm mit einer Höhe von 42 Metern fertiggestellt.
Die älteste noch vorhandene Glocke ist 1356 als Schlagglocke gegossen und außen an der Kirchturmspitze installiert.
Heute hängen im Glockenturm zwei Glocken, die eine aus dem auslaufenden 19. Jahrhundert, die zweite von 1957.

## Ausstattung

### Flügelaltar
Der geschnitzte Flügelaltar stammt noch aus der Zeit vor der Reformation, vermutlich aus einer holländischen Werkstatt. Er zeigt Szenen aus der Leidensgeschichte Jesu. Die Gemälde auf den Seitenflügeln wurden später eingefügt. Sie zeigen das letzte Abendmahl, Jesus im Garten Gethsemane, die Gefangennahme Jesu und seine Auferstehung.

### Taufstein
Der Taufstein stammt aus der Mitte des 13. Jahrhunderts und besteht aus Bentheimer Sandstein. Der Sockel ist zur Abwehr des Bösen mit vier löwenförmigen Figuren verziert. Das Becken hat einen Durchmesser von 80 cm.

### Kanzel
1675 schuf Meister Jacob Cröpelin im Barockstil die Kanzel. Sie zeigt die Figuren von: Abraham, Isaak und Jakob, die Evangelisten und den Apostel Paulus. Auf dem Schalldeckel thront oben Christus auf dem Erdball stehend mit der Siegesfahne in der Hand über den Aposteln.

### Sakramentshaus
Das frei im Raum stehende Sakramentshaus in reichen spätgotischen Formen aus Baumberger Sandstein ist gegen Ende des 15. Jahrhunderts entstanden.
An der Nordseeküste findet man lediglich drei weitere Sakramentshäuser, und zwar in Norden, in Tettens und in Dorum (Land Wursten).

### Orgel

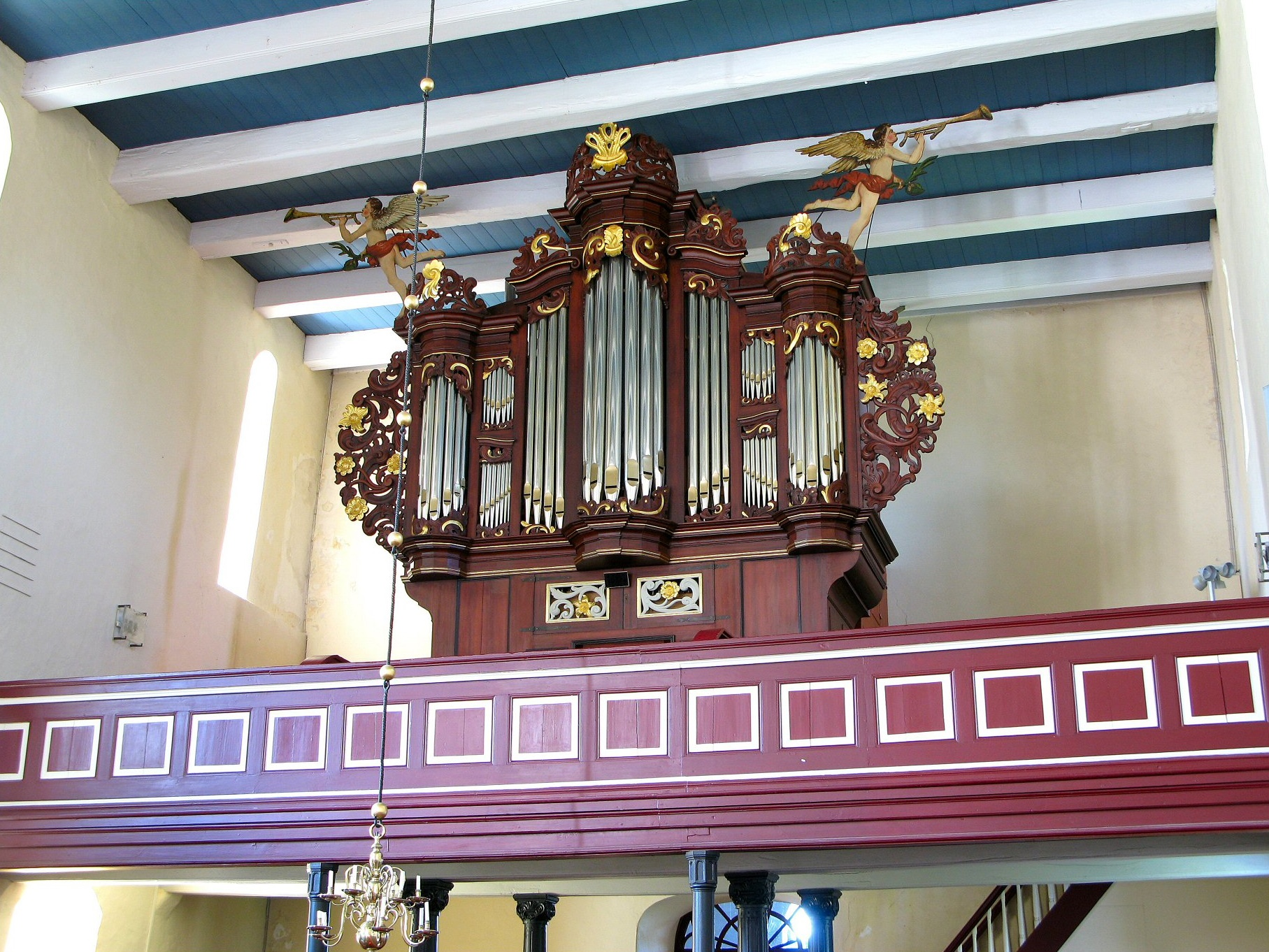
Müller-Rohlfs-Orgel (1799)

Die Orgel wurde vom Schulmeister Nedderse aus Arle konzipiert und 1799 von Hinrich Just Müller aus Wittmund und seinem Schüler Johann Gottfried Rohlfs aus Esens erbaut. Die damalige Orgel verfügte über zwölf Register im Hauptwerk und ein angehängtes Pedal. Es wurden Register aus der Vorgängerorgel des 17. Jahrhunderts übernommen. 1858/1859 kam es zum Austausch eines Registers. Johann Diepenbrock verlegte das Instrument 1896 auf die Westempore. 1952 wurde die Orgel unter Denkmalschutz gestellt. Bereits bei der Erbauung der Orgel war ein Brustwerk mit sechs Registern und ein Trompetenregister im Hauptwerk vorgesehen. Diese wurden bei der Restaurierung 1999/2000 durch den Orgelbauer Martin ter Haseborg aus Uplengen eingefügt. 2024–2025 erfolgte eine Restaurierung und Erweiterung um ein Pedalwerk durch die Orgelwerkstatt Wegscheider. Im Hauptwerk sind weitgehend die alten Register erhalten. Die Disposition lautet wie folgt:
| I Hauptwerk C–d3 |     |              |
| Bordun           | 16′ | 17. Jh.      |
| Principal        | 8′  | 17. Jh./2000 |
| Gedackt          | 8′  | 17. Jh.      |
| Viola di Gamba   | 8′  | 1799/2000    |
| Octava           | 4′  | 17. Jh.      |
| Rohrflöte        | 4′  | 17. Jh.      |
| Quintflöte       | 3′  | 17. Jh.      |
| Octava           | 2′  | 17. Jh.      |
| Gemshorn         | 2′  | 17. Jh.      |
| Mixtur IV        |     | 2000         |
| Trompete B/D     | 16′ | 2000         |
| Dulcian B/D      | 8′  | 2000         |

| II Brustwerk C–d3 |    |      |
| Gedeckt           | 8′ | 2000 |
| Flöte Douce       | 4′ | 2000 |
| Waldflöte         | 2′ | 2000 |
| Sesquialtera II   |    | 2000 |
| Scharf III        |    | 2000 |
| Vox Humana        | 8′ | 2000 |

| Pedal C–d1 |
| angehängt  |

- Koppeln: II/I (Schiebekoppel, 2000)
- Tremulant

## Das Pfarramt
Das Pfarramt der Bonifatius-Kirchengemeinde Arle, die zum Kirchenkreis Norden in der Evangelisch-lutherischen Landeskirche Hannovers gehört, wird seit Juni 2021 (feierliche Einführung am 20. Juni 2021) von Pastorin Christiane Rolffs geleitet.